# Alton Towers
Alton Towers Resort – kompleks rekreacyjny otwarty 4 kwietnia 1980 roku w Alton w Wielkiej Brytanii. W jego skład wchodzi m.in. park rozrywki, park wodny, centrum konferencyjne, hotele, restauracje, ogrody i inne. 

## Strefy tematyczne
Główną atrakcją kompleksu Alton Towers Resort jest park rozrywki podzielony na strefy tematyczne:
- Towers Street;
- Mutiny Bay;
- Katanga Canyon;
- Gloomy Wood;
- Forbidden Valley;
- Dark Forest;
- X-Sector;
- Adventure Land;
- CBeebies Land;
- The World of David Walliams;
- The Towers & Gardens.

## Atrakcje

### Kolejki górskie

#### Czynne
W 2024 roku w parku znajdowało się 10 czynnych kolejek górskich:
| #  | Nazwa                             | Producent    | Data otwarcia   | Typ                      | Wysokość [m] | Prędkość [km/h] | Źródło |
| -- | --------------------------------- | ------------ | --------------- | ------------------------ | ------------ | --------------- | ------ |
| 1  | Runaway Mine Train                | Mack Rides   | 1992            | stalowy powered coaster  | ?            | 36              | [ 3 ]  |
| 2  | Nemesis Reborn                    | B&M          | 19 marca 1994   | stalowa odwrócona        | 13 (↓31,7)   | 80,5            | [ 4 ]  |
| 3  | Oblivion                          | B&M          | 14 marca 1998   | stalowy dive coaster     | 19,8 (↓54,9) | 109,4           | [ 5 ]  |
| 4  | Galactica                         | B&M          | 16 marca 2002   | stalowy flying coaster   | 20           | 75              | [ 6 ]  |
| 5  | Spinball Whizzer                  | Maurer Rides | 27 marca 2004   | stalowy spinning coaster | 17           | ?               | [ 7 ]  |
| 6  | Rita                              | Intamin      | 1 kwietnia 2005 | stalowy launched coaster | 21           | 98,3            | [ 8 ]  |
| 7  | Th13teen                          | Intamin      | 20 marca 2010   | stalowy indoor coaster   | 20           | 67              | [ 9 ]  |
| 8  | The Smiler                        | Gerstlauer   | 31 maja 2013    | stalowa                  | 30           | 85              | [ 10 ] |
| 9  | Octonauts Rollercoaster Adventure | Zamperla     | 21 marca 2015   | stalowa dziecięca        | 6,7          | 30              | [ 11 ] |
| 10 | Wicker Man                        | GCI          | 20 marca 2018   | drewniana                | 22           | 70,2            | [ 12 ] |

#### W budowie
W roku 2025 park prowadził budowę 1 nowej kolejki górskiej:
| # | Nazwa | Producent | Data otwarcia | Typ | Wysokość [m] | Prędkość [km/h] | Źródło |
| - | ----- | --------- | ------------- | --- | ------------ | --------------- | ------ |
| 1 | ?     | ?         | 2026          | ?   | ?            | ?               | [ 14 ] |

#### Usunięte
Do 2024 roku z 18 kolejek górskich zbudowanych w historii parku 8 zostało usuniętych:
| # | Nazwa         | Producent   | Data otwarcia   | Data zamknięcia  | Typ                     | Wysokość [m] | Prędkość [km/h] | Źródło |
| - | ------------- | ----------- | --------------- | ---------------- | ----------------------- | ------------ | --------------- | ------ |
| 1 | Corkscrew     | Vekoma      | 4 kwietnia 1980 | 9 listopada 2008 | stalowa                 | 22,9         | 64,4            | [ 16 ] |
| 2 | Mini Apple    | Pinfari     | 1982            | 1997             | stalowa dziecięca       | ?            | ?               | [ 17 ] |
| 3 | Black Hole    | Schwarzkopf | 1983            | 5 maca 2005      | stalowy indoor coaster  | 13,5         | ?               | [ 18 ] |
| 4 | Beastie       | Pinfari     | 1983            | 2010             | stalowa dziecięca       | ?            | ?               | [ 19 ] |
| 5 | 4 Man Bob     | Zierer      | 1985            | 1990             | stalowa rodzinna        | 6,5          | ?               | [ 20 ] |
| 6 | Alton Mouse   | Vekoma      | 1988            | 1991             | stalowa rodzinna        | 17,1         | ?               | [ 21 ] |
| 7 | Thunderlooper | Schwarzkopf | 1990            | 3 listopada 1996 | stalowy shuttle coaster | 42           | 85,3            | [ 22 ] |
| 8 | New Beast     | Schwarzkopf | 1992            | 1997             | stalowa rodzinna        | ?            | 70,8            | [ 23 ] |